# 松下知代
松下 知代（まつした ともよ）は、日本の箏曲演奏家。広島県福山市生まれ。3歳より三上澄則に師事、二十絃箏を吉村七重、十七絃箏を宮越圭子、二十五絃箏を野坂操寿、箏を西陽子、三絃を藤井泰和、松野孝子に師事。箏曲三上社。熊本箏演奏者協会会員。

## 略歴
- 1992年、作陽音楽大学邦楽専攻科在学中に日本箏曲会連盟コンクール第34回優秀賞受賞。生田流箏曲三上社師範に首席登第。
- 1995年、NHK邦楽技能者育成会修了。
- 1996年、NHK邦楽オーディションに「萌春」（長澤勝俊作曲）で合格。日本音楽集団入団。
- 1999年、文化庁新進芸術家国内研修員。NHK邦楽オーディション「箏四重筝曲」長沢勝俊作曲で合格。長谷検校記念第5回全国邦楽コンクール奨励賞受賞。
- 2001年、熊本市制100周年記念人づくり基金に選出。
- 2008年、東京邦楽コンクール洗足学園賞受賞第2位（お箏部門第1位）。
- 2010年、日本音楽集団退団。
- 2014年、第21回 賢順記念くるめ全国箏曲コンクール 第1位 賢順賞受賞[1]。韓国公州国学院定期演奏会ソリストとしてゲスト出演。
- 2015年、Eテレにっぽんの芸能出演。韓国公州にて百済文化祭出演。第50回熊本県民文化懇話会新人賞受賞[2]。
- 2016年、第26回くまもと県民文化賞夢部門受賞[3]。くまもと大邦楽祭第22回くまもと全国邦楽コンクール奨励賞受賞[4]。
- 2017年、くまもと大邦楽祭第23回くまもと全国邦楽コンクール奨励賞受賞[4]。

## 人物
- 熊本を活動の拠点とし、学校公演、福祉施設、全国各地での演奏や、劇場音楽や洋楽、ソプラノ歌手やピアニストとの共演、アレンジや作曲など、邦楽のみのジャンルに留まらず洋楽や様々な芸術とコラボレーションに取り組んでいる。
- 指導者としても活動を行い、コンサートをプロデュースし、後進の育成にも力を入れている[5]。

## 出演

### コンサート
- 2000年、第15回国民文化祭ひろしま2000ジャズフェスティバルに秋吉敏子らとゲスト出演。
- 2002年、自身のプロデュースによる箏模様～こともよう～vol.1を熊本にて開催（以降も熊本にて開催）。
- 2012年、ソロアルバム『心箏』CD発表記念コンサートツアー開催。（熊本森都心プラザホール、広島県三次市プラザホール、岡山県岡山ルネスホール）
- 2014年12月、韓国公州国学院定期演奏会ソリストとしてゲスト出演。
- 2015年9月、日韓国交公州にて百済文化祭メインステージ自作曲「武寧王〜海を渡りし風の先にありし者〜」委嘱初演。
- 2017 - 2018年、東京、福山、熊本三都市第７回リサイタル開催。

### ラジオ
- 2007年、NHK　FM「邦楽百番」「三つのフェスタルバラード」で出演。
- 2008年、RKKラジオでコンサート放送。

### テレビ
- 2015年7月17日　NHK Eテレ「にっぽんの芸能」「二十五絃箏曲《琵琶行》～白居易ノ経ニ勿フ～」で出演。

## ディスコグラフィー

### CD
- 2009年、自作曲「届かぬ想い」ピアノと箏のデュオバージョンを含むマキシシングルＣＤ。
- 2012年、1stアルバム『心箏』（邦楽ジャーナル）。
- 2017年、2ndアルバム『心箏Ⅱ』（邦楽ジャーナル）。

### 楽譜
- 2010年、北川詩子作曲『『ある日のワルツ』『この地球に生まれて』、北川詩子編曲シリーズ日本の歌『春の小川、うみ、赤い花、白い花、月の砂漠』（自主出版）。
- 2012年、自作曲 『届かぬ想い』 『追憶の雨』 （大日本家庭音楽会）。